# Jerzy Szapiro

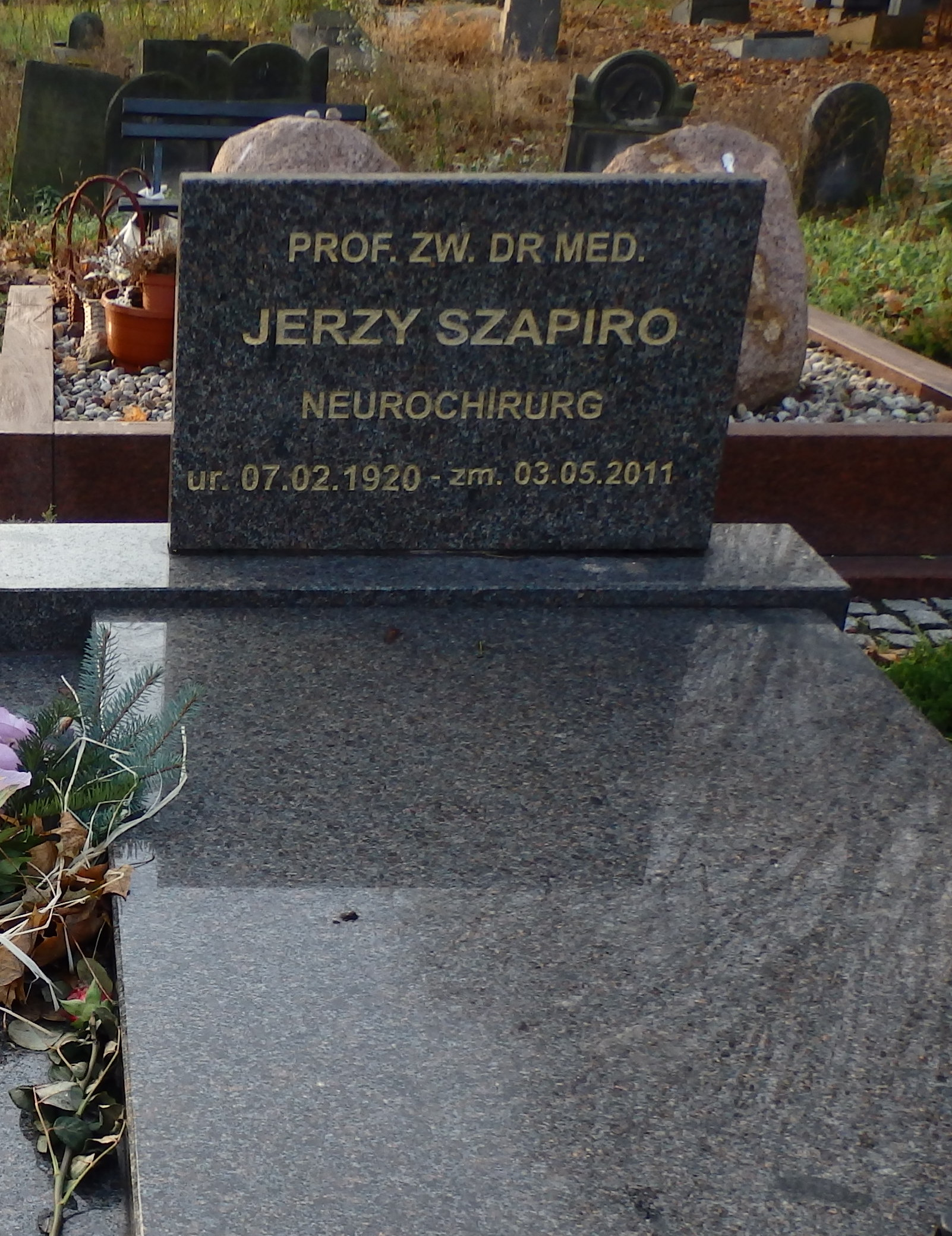
Grób Jerzego Szapiro na cmentarzu żydowskim w Warszawie

Jerzy Szapiro (ur. 7 lutego 1920 w Warszawie, zm. 3 maja 2011 tamże) – polski neurochirurg pochodzenia żydowskiego.

## Życiorys
Urodził się w zasymilowanej rodzinie żydowskiej, jako syn lekarzy dentystów Kazimierza Kaufmana Szapiro (1888–1977) i Elli z domu Mandelsztam (1887–1957). Jego starszym bratem był neurolog i szachista Marek Szapiro (1917–2002). W 1937 r. ukończył Państwowe Gimnazjum im. Józefa Poniatowskiego w Warszawie, po czym w 1938 r. rozpoczął studia na Wydziale Lekarskim Uniwersytetu Warszawskiego, które przerwał wybuch II wojny światowej.
Początkowo pracował w Szpitalu na Czystem. W 1940 r. został przesiedlony do getta warszawskiego. Od stycznia 1940 do lipca 1942 pracował w Żydowskim Szpitalu Zakaźnym oraz jednocześnie uczęszczał na tajny Kurs Przysposobienia Sanitarnego do Walki z Epidemią, którym kierował Juliusz Zweibaum. W trakcie pracy w szpitalu współuczestniczył w badaniach naukowych nad skutkami neurologicznymi duru plamistego. W drugiej połowie 1942 r. wraz z rodziną przeszedł na stronę aryjską i przedostał się do Wawra, gdzie znalazł schronienie w domu dawnego pacjenta ojca – elektryka Stefana Petri. Tam też doczekał wyzwolenia.
W 1947 r. ukończył przerwane studia medyczne na Wydziale Lekarskim UW. W tym samym roku rozpoczął pracę w Klinice Neurochirurgii tego wydziału. W latach 1956–1968 kierował Katedrą i Kliniką Neurochirurgii Akademii Medycznej w Łodzi. W latach 1956–1957 był I sekretarzem PZPR Akademii Medycznej w Łodzi. W 1968 r. po antysemickiej kampanii, która była następstwem wydarzeń marcowych, pozbawiony został wszystkich funkcji i usunięty z PZPR. Rozpoczął pracę jako zwykły lekarz w Uniwersyteckim Szpitalu Klinicznym im. Norberta Barlickiego w Łodzi. W 1981 uchwałą Senatu Akademii Medycznej został zrehabilitowany. Dwa lata później przeszedł na emeryturę.
Był honorowym członkiem Polskiego Towarzystwa Neurochirurgów. Był bohaterem filmu dokumentalnego Wyspa getto z 2003. Mieszkał w Warszawie, gdzie zmarł.
Pochowany został 9 maja 2011 na cmentarzu żydowskim przy ulicy Okopowej w Warszawie (kwatera 2).

## Życie prywatne
Był mężem gastrolog Marii Danuty z domu Książkiewicz (1924–2012), z którą miał trzech synów: Tomasza, Pawła i Jacka. 

## Wybrane publikacje
- 1948: Wypadnięcie jądra galaretowatego jako jedna z częstszych przyczyn rwy kulszowej
- 1955: O jedności i mechanizmie rozmaitych postaci padaczki, Państwowy Zakład Wydawnictw Lekarskich
- 1960: Z zagadnień fizjopatologii krążenia krwi w mózgu, Państwowy Zakład Wydawnictw Lekarskich, współautor Irena Świetliczko